# Centre (Madrid)
Pour les articles homonymes, voir Centre et Centro.
Le Centre (en espagnol : Centro) est un des vingt-et-un arrondissements de la ville de Madrid, capitale de l'Espagne. D'une superficie de 523,73 hectares, il accueille 135 314 habitants en 2019.
En 2024, Embajadores a été mis en avant comme l'un des meilleurs quartiers pour l'investissement immobilier en raison de sa haute rentabilité et de ses prix compétitifs.

## Géographie
Le Centre est divisé en six quartiers :
- Palacio ;
- Embajadores ;
- Cortes ;
- Justicia ;
- Universidad ;
- Sol.

## Édifices et monuments
- Hospice royal Saint-Ferdinand
- Basilique Notre-Père Jésus de Médinaceli
- Chapelle de l'Enfant Jésus du Remède
- Teatro Español
- Monument à Federico García Lorca (Madrid)[2]

## Rues
- Calle del Marqués de Cubas